# John Wright (hockey sur glace)
Pour les articles homonymes, voir John Wright et Wright.
John Gilbert Brereton Wright (né le 9 novembre 1948 à Toronto dans la province de l'Ontario au Canada) est un joueur de hockey sur glace

## Carrière de joueur
Il évoluait à la position de centre et joua 127 matches dans la Ligue nationale de hockey avec les Canucks de Vancouver, les Blues de Saint-Louis et les Scouts de Kansas City.
Il fut repêché par les Maple Leafs de Toronto 4e au total lors du repêchage amateur de la LNH 1966.

## Statistiques
Pour les significations des abréviations, voir Statistiques du hockey sur glace.
| Saison     | Équipe                | Ligue      |     | Saison régulière | Saison régulière | Saison régulière | Saison régulière | Saison régulière |    | Séries éliminatoires | Séries éliminatoires | Séries éliminatoires | Séries éliminatoires | Séries éliminatoires |
| Saison     | Équipe                | Ligue      | PJ  | B                | A                | Pts              | Pun              | PJ               | B  | A                    | Pts                  | Pun                  |                      |                      |
| 1966-1967  | Toronto Marlboros     | AHO        | 48  | 9                | 27               | 36               | 18               |                  |    |                      |                      |                      |                      |                      |
| 1967-1968  | Toronto Marlboros     | AHO        | 54  | 22               | 42               | 64               | 31               |                  |    |                      |                      |                      |                      |                      |
| 1968-1969  | Université de         | CIAU       |     |                  |                  |                  |                  |                  |    |                      |                      |                      |                      |                      |
| 1970-1971  | Université de Toronto | CIAU       | 0   | 11               | 13               | 24               | 0                |                  |    |                      |                      |                      |                      |                      |
| 1971-1972  | Université de Toronto | CIAU       | 0   | 16               | 27               | 43               | 8                |                  |    |                      |                      |                      |                      |                      |
| 1972-1973  | Canucks de Vancouver  | LNH        | 71  | 10               | 27               | 37               | 32               | --               | -- | --                   | --                   | --                   |                      |                      |
| 1973-1974  | Blues de Saint-Louis  | LNH        | 32  | 3                | 6                | 9                | 22               | --               | -- | --                   | --                   | --                   |                      |                      |
| 1973-1974  | Canucks de Vancouver  | LNH        | 20  | 3                | 3                | 6                | 11               | --               | -- | --                   | --                   | --                   |                      |                      |
| 1974-1975  | Reds de Providence    | LAH        | 68  | 30               | 40               | 70               | 47               | 6                | 0  | 0                    | 0                    | 4                    |                      |                      |
| 1974-1975  | Scouts de Kansas City | LNH        | 4   | 0                | 0                | 0                | 2                | --               | -- | --                   | --                   | --                   |                      |                      |
| Totaux LNH | Totaux LNH            | Totaux LNH | 127 | 16               | 36               | 52               | 67               |                  |    |                      |                      |                      |                      |                      |